# ヴォルトロン
『ヴォルトロン』（原題：Voltron: Legendary Defender）は、アメリカのドリームワークス・アニメーションと韓国のスタジオミール制作によるNetflixのWebアニメ。
日本のロボットアニメ『百獣王ゴライオン』を北米向けに再編集した往年の人気テレビアニメ『ボルトロン』のリブート版。2016年6月10日にアメリカを中心とした北米十数カ国で配信され、日本では2017年7月6日から配信されている。全78話。2018年12月14日配信の第8シーズンをもって完結することが発表された。

## 概要
宇宙飛行士の卵が不思議なライオンメカに導かれ、宇宙の守護者と呼ばれる巨大なスーパーロボットを動かす5人の騎士となり、悪の帝国に立ち向かうSFロボットアニメ。『en:Voltron: The Third Dimension』と『en:Voltron Force』に続くボルトロン3作目のアニメで、それまでの設定を大胆に一新したリブート作品。
人間パートは2D、ロボパートは3Dで描かれ、タイトルやキャラクター名などの多くは原典の『ボルトロン』に基づいているが、『ゴライオン』や『ボルトロン』一連作品に由来する要素も盛り込まれている。また、昭和から現代までの日本のロボットアニメや一般日本アニメのほか、ゲームや洋画などを始めたサブカルチャーのオマージュがふんだんに織り交ぜられている。
仲間との友情・家族愛のほかに、たくさんの異種族との協調やイデオロギーなどをテーマに扱っている。新たな試みとして、チーム全員がそれぞれの武器を与えられて白兵戦を行い、合体ロボットもメンバーに応じて武器を持ち変えるという戦隊ヒーローもの（パワーレンジャー）の特徴が加わったり、SF要素に錬金術や『伝説巨神イデオン』を思わせる神秘のエネルギーの要素が追加され、『スーパーロボット大戦』のようなパラレルワールドが存在する設定になっている。
総監督のホアキン・ドス・サントス、共同監督のローレン・モンゴメリー、制作統括のキヒョン・リュウ、キャラクターデザイナーのクリスティー・ツェン、メカニックデザイナー（プロップデザイナー）のクリスティーン・ビアンらは、かつてニコロデオン・アニメーションスタジオにて制作され、『NARUTO』などの日本のアニメのデザインやエッセンスを取り入れたアメリカの人気アニメ『アバター 伝説の少年アン』の続編『en:Legend of Korra』の主要スタッフであり、本作にもその特徴が受け継がれている。本作では同じく『Korra』の制作に携わった韓国のアニメスタジオ、スタジオミールが作画を担当しており、長年に渡って日本アニメと海外アニメの下請けを手がけた経験が生かされている。
シーズン6からは富野由悠季監督作品『OVERMANキングゲイナー』などに参加した後に渡米し、ニコロデオン版『ミュータント・ニンジャ・タートルズ』や『ベイマックス ザ・シリーズ』を担当する日本人アニメーターの古賀理恵がディレクターに加わった。
また、モンゴメリーとサントスは本作のストーリーについて、アメリカの大河ファンタジードラマ『ゲーム・オブ・スローンズ』に若干のユーモアとスリルを加えたような作品だと述べている。
英語版のドリームワークスYouTube公式アカウントでは、コミック版の台詞を原語版声優が吹き替えたスライドショー動画や、キャラクターインタビュー（vlog）の描き下ろし短編アニメなどが限定アップロードされている。

## あらすじ
一万年もかけて銀河中の惑星を支配し、その星の住民を奴隷にしてきたガルラ帝国のただ一つの脅威。それは五人の騎士「パラディン」が操縦する五体のライオンメカが合体し誕生する、アルテア星の巨神「ヴォルトロン」だった。
一万年前の戦いでガルラ帝国がアルテア星を破壊する直前、アルテア星のアルフォー王はヴォルトロンを解体し、コールドスリープに就かせた娘アルーラ姫とともに宇宙各地に封印した。
そして現代の地球。宇宙飛行士の養成学校「ギャラクシーギャリソン」の士官候補生シロー、キース、ランス、ピッジ、ハンクは新たなパラディンとなり、ガルラ帝国に立ち向かっていく。しかしシローたちはどこか頼りなく、アルーラ姫は頭を抱えるのだった。

## 登場人物
シロー（Takashi "Shiro" Shirogane）
声 - 杉村憲司/英 - ジョシュ・キートン
風の属性を持つブラックライオンの騎士。25歳（シーズン1）→26歳（シーズン6）。日本人 でフルネームはシロガネ・タカシ。2月29日生まれ。年に似合わず聡明で冷静沈着なチームの兄貴分で、責任感と使命感が強い生粋のリーダー体質。原典での銀貴/スヴェンにあたる。日本語版ではぼかされているが同性愛者であり、アダムという人物と交際していた。
ギャラクシーギャリソンによる冥王星の衛星「ケルベロス」の探査ミッションに選ばれたほどの伝説的パイロット。一年前のミッション中にガルラ帝国に攫われて捕虜にされたが、脱出ポッドで逃げてきたのをランスたちやキースに助けられた。右手をガルラ製の機械義手に改造されており、義手を武器に変化させたり、空手のような格闘技で戦うことができる。
捕虜時代は闘技場のチャンピオンとなって特別な義手を与えられ、奴隷たちの間では「伝説のグラディエーター」と恐れられたが、本人はその間の記憶の殆どを失っている。精神的ショックで髪の一部が白くなっており、記憶を取り戻したいと思う一方でPTSDに苦しんでいる。
シーズン1でハガーに受けた傷がもとで体に異変を感じ始め、シーズン2ではザルコンを倒した直後にブラックライオンを残し行方不明となる。平行世界にスヴェンというそっくりな人物がいた。
シーズン3ではガルラ帝国の捕虜となっていたが、自力で脱出する。この頃から言動におかしな点が見られ始め、ピッジはガルラの義手に疑惑の目を向けた。
シーズン7では地球製の機械義手を装着し、IGF-アトラスの艦長に就任する。
キース（Keith）
声 - 勝杏里/英 - スティーヴン・ユァン
炎の属性を持つレッドライオンの騎士。18歳（シーズン1）→21歳（シーズン6）。フルネームはキース・コガネ。10月23日生まれ。原典での黄金旭/キースにあたる。ベイヤードは剣。
元々は成績トップのパイロット研修生だったが、暴力行為でギャラクシーギャリソンを追放されてからは、何かに導かれるようにヴォルトロンについて調べていた。
クールで喧嘩っ早い一匹狼で、他人が決めたルールに縛られることを嫌う性質。一方で愛情深く自己犠牲的なところがある。両親を失った関係から周囲に壁を作りがちだが、初めからシローのことだけは慕っていた。
シーズン2ではガルラ人のレジスタンス組織「マルモラの剣」との交渉の際、所持していたマルモラのナイフから母親がガルラ人と判明する。
シローに万が一の場合は次のリーダーを任されており、シーズン3でシローが消息を絶った後はブラックライオンの騎士となるが、シローを見つけ出した後はチームを去る。
シーズン6まではマルモラの剣の一員として別行動し、ある任務で母親のクロリアと合流、偶然命を助けた宇宙オオカミをペットにした。シーズン6終盤でシローが兄弟同然の存在だったことが判明し、彼に代わって再びブラックライオンに乗り込む。
ランス（Lance）
声 - 茂木たかまさ/英 - ジェレミー・シャダ
水の属性を持つブルーライオンの騎士。17歳（シーズン1）→18歳（シーズン6）。キューバ人 でフルネームはランス・マクレーン。6月28日生まれ。原典での黒鉄勇/ランスにあたる。ベイヤードはアサルトライフルやスナイパーライフル。
ギャラクシーギャリソンのパイロット研修生で、ハンク・ピッジと同じチームだった。キースの退学で貨物係から希望していたパイロットクラスに入れたため、キースをライバル視して張り合っている。
自称チーム1の射撃の名人のお調子者で、女の子を見ると種族に関係なく口説きたがり、アルーラにちょっかいをかけている。楽天的なムードメーカーとして振る舞っているが、内面的には繊細で気配りがうまい。華々しい活躍を夢見る一方、地球に残した家族を恋しがったり、才能ある仲間たちと自分の平凡さを比較して思い悩む一面も。
シーズン3ではリーダーになりたがったもののブラックに拒絶され、何故かブルーにも乗れなくなり、アルーラと入れ替わる形でレッドライオンの騎士になる。それからはキースをリーダーと認め、チームの右腕として彼を支える。ブルーを通じてアルーラと親しくなり、彼女を愛するようになっていく。シーズン5ではベイヤードをアルフォー王が使っていたものと同型の剣に変化させた。
ピッジ（Pidge）
声 - おまたかな/英 - ベックス・テイラー＝クラウス
森の属性を持つグリーンライオンの騎士。15歳（シーズン1）→16歳（シーズン6）。イタリア人 でフルネームはピッジ・ガンダーソン。4月3日生まれ。原典での錫石宏/ピッジにあたる。ベイヤードはフックガンやスタンガンになるダガーナイフ。
ギャラクシーギャリソンでは通信士研修生だった。大胆かつ好奇心旺盛、頭脳明晰で柔軟な思考を持つチームのブレーン。機械をこよなく愛し、ネガティブで人間よりも機械と付き合う方が楽だと思っている。
チーム最年少ながら宇宙でもトップクラスの天才科学者。アルテアやガルラの技術を理解し、ガルラ基地のハッキングやヴォルトロンの機能追加などもできる。インドア派だが高い身体能力の持ち主。シーズン2では自然と科学が融合した惑星オルカリオンで、自然を通してグリーンライオンとの絆を深めることを学んだ。
実は父サムと兄マットが参加したケルベロスミッションの事故の真相を探る目的でギャラクシーギャリソンに潜入しており、太陽系全域の通信を傍受中にシローの脱出ポッドを発見した。以前ギャラクシーギャリソンに侵入を試みて失敗したため、男装して身分を偽っている。本名はケイティ・ホルトで、ピッジはマットが付けたあだ名。
シーズン8では、自分たちの活躍をドラマ化したテレビ番組（ゴライオンもしくはクラシック・ボルトロンの映像がそのまま使われている）を見ていた。
ハンク（Hunk）
声 - 中林俊史/英 - タイラー・ラビーン
大地の属性を持つイエローライオンの騎士。17歳（シーズン1）→18歳（シーズン6）。サモア人。1月13日生まれ。原典での青銅強/ハンクにあたる。ベイヤードは溶接機代わりにもなるキャノン砲で、シーズン7では2砲の小型ランチャーを同時に出せるようになった。
ギャラクシーギャリソンのエンジニア研修生で、豊富な科学知識の持ち主。同じく科学に強いピッジとウマが合う。
自分を笑い飛ばせるほど陽気で心優しいチームの潤滑剤。臆病で気が弱く乗り物酔いするタイプだが、芯はしっかりしていて勇気がある。異星人もうならせるほど料理がうまく、チームの料理人を買って出た。ストレスを感じた時にはパンやお菓子を焼くらしい。
元々戦いに乗り気ではなかったが、ガルラ帝国の奴隷であるバルメラ人の少女シェイとの出会いをきっかけに、ザルコンに奴隷にされた人々の解放を決意する。食にはこだわりがあり、フードコートのガルラ人店主にスパルタ教育を行ったことも。
アルーラ姫（Princess Allura）
声 - 下田屋有依/英 - キンバリー・ブルックス
一万年前にガルラ帝国に滅ぼされたアルテア星の王女。第五元素を用いた魔法を操り、城を兼ねた宇宙要塞「ライオンの城」を動かせる唯一の人物。原典でのファーラ姫/アルーラ姫にあたる。
チームの司令塔のような存在だが、花が好きで好奇心旺盛な少女らしい一面も。ワームホールを開いたり、異種族への変身能力やコールドスリープのポッドを共有した宇宙ネズミの一家と意思疎通ができる。格闘術が得意で、成人男性を片手で投げ飛ばしたり鉄扉を素手でこじ開けるほどの怪力を持つ。戦闘服のピンク色はアルテア文化で戦死者への敬意を示す色である。
城のコンピューターに父王アルフォーの記憶が残されていたが、センダックにデータを乗っ取られたため、城の復旧のために泣く泣くリセットした。父と故郷の仇であるガルラ人を憎んでいた。
シーズン3では父のようにレッドライオンの騎士になろうとするが拒絶されてしまい、ランスと入れ替わる形でブルーライオンに選ばれた。ベイヤードはウィップソード。ランスのちょっかいを半目で見ていたが、ブルーを引き継いでからは互いにリスペクトするよき友人になった。
コラン（Coran Hieronymus Wimbleton Smythe）
声 - 越後屋コースケ/英 - リス・ダービー
アルテア王家に補佐役として仕える中年男性。原典での軍師ライブル/コランにあたる。実年齢は600歳以上。
アルーラとは親子のような深い信頼で結ばれており、彼女とともにチームの補佐を務める。温和で博識だが妙にテンションが高い。英語版での口癖は「Quiznak!」（Fワードを代用するアルテアの言葉）、日本語版の口癖は「〜ですぞ」。
アルフォー王（King Alfor）
声 - 山岸治雄/英 - キース・ファーガソン
アルテア星の先王。原典でのライモン王/アルフォーにあたる。一万年前にガルラ帝国との戦いを諦め、宇宙各地にライオンメカとライオンの城を封じてアルテア星と運命を共にした。ライオンの城のメインコンピュータに自身の記憶を写したAIを残していたが、センダックのハッキングでアルーラとの別れを余儀なくされる。
優秀な錬金術師でもあり、異次元から飛来した第五元素を含む彗星を材料にヴォルトロンを開発し、多種多様な出自を持つ四人の騎士たちを集めた。自身も初代レッドライオンの騎士として長年に渡り共闘したが、第五元素が原因で親友だったザルコンと敵対関係になってしまう。
ザルコン皇帝（Emperor Zarkon）
声 - 木村雅史/英 - ニール・キャプラン
宇宙の大部分を恐怖と力で支配するガルラ帝国の皇帝。原典でのダイ・バザール大帝王/ザーコンにあたる。徹底した実力主義を掲げている。
なぜか一万年も生き続けており、ヴォルトロン（特にブラックライオン）を手に入れる事に異常に執着している。生身でライオンと渡り合うほどの強さの持ち主で、所持しているブラックベイヤードで多彩な武器を操る。
シーズン3で一万年以上前の姿はガルラ人の故郷ダイバザール星の気高い戦士で、アルフォー王の親友の初代ブラックライオンの騎士だった過去が判明。妻を救うためにアルフォーたちを裏切って第五元素を浴び、現在の姿に豹変してしまった。
ハガー（Haggar）
声 - 水野ゆふ/英 - クリー・サマー
ザルコンの側近を務める魔女。原典での妖婆ホネルバ/ハガーにあたる。闇の魔術を操り、魔術師のドルイドたちを配下に従えている。
シーズン3で一万年以上前の姿がアルテア人の錬金術師オナーヴァであり、ザルコンの妻だった事実が判明。研究対象だった第五元素の力に取り憑かれて豹変してしまい、今では夫と息子の記憶を忘れてしまっている。
シーズン3からはオペレーション・クーロンという計画を主導する。
センダック（Commander Sendak）
声 - 竹田雅則/英 - ジェイク・エーベルレ
ザルコンに忠誠を誓う冷酷な司令官で、シローと同じくガルラの義手を武器に持つ。原典でのサダック/Yurakにあたる。
ガルラのクリスタルを使ってライオンの城を乗っ取ろうとするが、ピッジに阻止された。シローに冷凍ポッドに閉じ込められて宇宙に放流される。
シーズン5ではハガーの命令を受けたアクシャたちに救出された。アルテアの血を引くロトーに反発し、反乱組織「浄化の炎」を設立した。
シーズン7では地球侵攻に乗り出し、地球を壊滅寸前まで追い込む。
ロトー皇子（Prince Lotor）
声 - 中村章吾/英 - A・J・ロカシオ
ザルコン皇帝の息子。原典でのシンクライン皇太子/プリンス・ローターにあたる。シーズン3から登場。
理知的で戦闘能力が高く、残忍さも併せ持つ油断ならない相手。ザルコンとは折り合いが悪く、彼の方針をよく思っていないらしい。
自身も異星人との混血のためか、混血の女性で構成された四人の親衛隊（アクシャ、ナーティ、ゼスリッド、エゾール）を部下に持つ。
第五元素を含む彗星を騎士たちから奪い取り、秘密裏にシンクラインマシンという宇宙船を建造させる。

## 登場メカ

### ヴォルトロン（Voltron）
アルテア星の科学力と錬金術が融合した超科学で作られた、五体のライオンメカが合体する宇宙の守護者。
それぞれ意思を持つライオンが自分の性質に合った騎士（乗り手）を選ぶ決まりがあり、騎士全員の心が一つになって初めてヴォルトロンに合体できる。ライオンとの絆を深めてシンクロするほど能力を発揮し、逆にライオンに拒絶されると騎士の資格を失ってしまう。
ライオンは光よりも速い速度で飛行でき、ブルーライオンに乗ったシローたちは一瞬で太陽系から遠い銀河へと移動できた。また、ヴォルトロンやライオンのコクピットはアルテア星のテクノロジーで慣性から守られているとのこと。
一万年前に異次元世界から飛来した彗星を材料に錬金術師でもあるアルフォー王が建造した。ガルラ帝国がアルテア星を滅ぼす直前、ヴォルトロンが奪われる事態を恐れたアルフォー王はライオンを宇宙各地に隠した。
ブラックライオン（Black Lion）
騎士のリーダーだけが乗ることを許される機体で、ライオンで一番の巨体を持つ。ヴォルトロンの頭と胴体に変形。アルーラ姫によると、どんな危険でも冷静沈着に対応できる乗り手を選ぶ。
装備は広範囲で破壊力に特化したキャノン砲、標的を絞り込む精密性に特化したしっぽのレーザー、牙を伸ばしたブレードのほかに、羽ばたかせて突風を起こせる背中の翼がある。ヴォルトロンに合体時は、翼をシールドに変形させる事ができる。
レッドライオン（Red Lion）
ヴォルトロンの右腕に変形。アルーラ姫によると非常に気まぐれな性格で、理屈よりも先に本能で動く乗り手を選ぶ。
最もスピードに優れたライオン。装備は標準装備のしっぽのレーザーと牙のブレードの他に、マグマを発射できる口のキャノン砲と背中に収納したレールガンがある。
ヴォルトロンのベイヤードは炎の剣でメインウェポンとして使用。
グリーンライオン（Green Lion）
ヴォルトロンの左腕に変形。アルーラ姫によると、大胆で好奇心と冒険心が強い乗り手を選ぶ。
ブラックやレッドよりも破壊力は劣るキャノン砲としっぽのレーザーのほかには、隠密行動に特化したステルスシールドを持つ。シーズン2では背中の砲弾を当てた植物は急激に成長し、蔦でものを締め付けて粉砕する攻撃ができると判明する。
ブルーライオン（Blue Lion）
ヴォルトロンの右足に変形。ランスが調子に乗ったためアルーラ姫の性格説明はなかった。
口のキャノン砲からは冷凍ビームも発射できる。のちに背中に収納したソニックキャノンで音波攻撃ができると判明し、音波を応用した位置確認にも使っている。
イエローライオン（Yellow Lion）
ヴォルトロンの左足に変形。ハンク同様のパワータイプで、スピードが出ない代わりに硬い装甲を装備している。アルーラ姫の説明によると、仲間の足となって支えられるほど強い心と力を持った乗り手を選ぶ。
装備はキャノン砲とレーザーやブレードだが、シーズン2でロケットブースターと大きな爪が加わった。
ヴォルトロンのベイヤードは強力なショルダーキャノンで、複数あるいは単一の敵を一度に攻撃できる。

### サポートメカ
ベイヤード（Bayards）
ヴォルトロンの騎士専用の武器で、騎士が握るとそれぞれに合った武器に変化する。武器を持つ反対側の腕にシールドを出すこともできる。
ベイヤードをヴォルトロンの操縦席のコネクタ部分に差し込むと、ヴォルトロンの武器が現れる。ブラックパラディンのベイヤードは一万年前の戦いで失われている。
ライオンの城（Castle of Lions）
10600年前にコランの祖父がアルテア星の超科学を結集して造った宇宙要塞。別名「キャッスルシップ」。アルーラ姫とコランや騎士たちが生活する城と基地を兼ねており、強力な攻撃力と防御力を備えている。
原作でのアルテア城/Castle of Lionsにあたる。1万年前の戦いの際にアルテア星の破壊を覚悟したアルフォー王が、コールドスリープに就かせたアルーラ姫やコランと共に封印したが、ブルーライオンに導かれたシロー達が訪れた際に起動して2人を目覚めさせた。
乗組員の個室やトレーニング施設、医療施設、キッチン、メインコンピュータ、敵の捕虜を収監する牢獄、プールなどが完備されている。アルーラ姫やコランが眠っていたコールドスリープ用ポッドの他に、負傷者を細胞レベルで回復させる医療用ポッドがある。
騎士たちが城からライオンメカに移動する際は、トンネル入り口のハンドルにぶらさがり、操縦席直通のエレベーターに移動するシステムになっている。エネルギー源は惑星の姿をした古代生物の惑星バルメラで採れるクリスタルで、代わりとなるクリスタルを採取する際、アルーラ姫がその分の生体エネルギーをバルメラに注ぐ儀式をして分けてもらった。
シーズン6終盤で、ロトーのシンクラインメカの跳躍で作られた第五元素フィールドの裂け目の広がりを防ぐためにやむなく乗り捨てられた。裂け目が塞がれた後に回収された残骸はダイヤモンドに圧縮される。
IGF-アトラス（IGF-Atlus）
シーズン7から登場した地球製の宇宙戦艦。原典でのグレーダム城/Castle of Lions並びに機甲艦隊ダイラガーXV/ビークルボルトロンに近い役割を持つ。
ギャラクシーギャリソンがサム・ホルトに提供されたアルテア星の技術を基に建造したが、エネルギー源が手に入らず起動できなかった。
キャッスルシップの残骸から作られたクリスタルでエネルギー供給がされ、キャッスルシップの後継機としての役割を与えられる。

### ガルラ帝国のメカ
シンクラインマシン（Sincline Ships）
ロトー皇子とアクシャたちが騎士たちから盗んだ異次元の彗星で建造した3機の宇宙戦闘機。
3機のマシンはもう一つのヴォルトロンにあたる巨大人型ロボット「シンクラインメカ」の腕部・胴体部・脚部に変形、合体する。

## スタッフ

### メインスタッフ
- 原作 - Voltron Defender of the Universe
- 総監督 - ホアキン・ドス・サントス
- 共同監督 - ローレン・モンゴメリー
- 制作統括 - キヒョン・リュウ
- シリーズ構成 - ティム・ヘドリック（1話 - 63話）、ジョシュア・ハミルトン（56話、59話 - 78話）
- キャラクターデザインスーパーバイザー - クリスティー・ツェン
- 背景&プロップデザインスーパーバイザー - クリスティーン・ビアン
- カラースーパーバイザー - アントニー・ゴウ
- CGスーパーバイザー - ミオ・マルコヴィッチ
- CGアニメーションディレクター - リー・スーン（1話 - 4話）、ジャン・ドンヒ（5話 - 30話、32話 - 78話）、パク・ヒョンフン（31話）
- リードキャラクターモデラー - エミリー・オースティン、オギ・カーリキアン、セルジオ・ロレンツォ、ベイリー・モンティ
- デジタルアニメーションスーパーバイザー - アーネスト・チャン
- 編集監督 - ジェフ・アダムス
- 音楽 - ブラッド・ブリーク
- 録音監督 - ティム・ヘドリック（1話 - 2話）、アンドレア・ロマーノ（1話 - 74話）、シレーナ・アーウィン（75話 - 78話）
- ラインプロデューサー - ベンジャミン・カルトネッカー
- エグゼクティブプロデューサー - ユ・ジェミョン（スタジオミール） / テッド・コプラー、ボブ・コプラー（ワールドイベントプロダクション）
- 製作責任 - デヴィッド・ウィーブ
- アニメーション制作 - ドリームワークス・アニメーション・テレビジョン、スタジオミール
- 3DCG制作 - ドリームワークス・アニメーション・テレビジョン・CGハブチーム、スタジオミール
- 製作 - ワールドイベントプロダクション、ドリームワークス・アニメーション・テレビジョン

### 日本語版スタッフ
- 演出 - 伊達康将(1話 - 60話、66話 - 78話)、小山悟(61話 - 65話)
- 翻訳 - 李静華、堀蘭子、岡部康子、馬場亮
- 日本語版制作 - 東北新社

## 各話リスト

### シーズン1(2016年)
| 話数 | タイトル （原題）                                    | 脚本                                                   | ストーリーボード | 演出 | アニメーション ディレクター |
| ---- | ---------------------------------------------------- | ------------------------------------------------------ | --- | --- | --------------------------- |
| 1-3  | チーム結成 (The Rise of Voltron)                     | ティム・ヘドリック ジョシュア・ハミルトン メイ・チャン | スティーブ・アン ホアキン・ドス・サントス ユージン・リー ローレン・モンゴメリー キヒョン・リュウ ペ・キヨン、リー・デウ ハン・スクチョン、ソ・ヒョンウ パク・ソヤン、キム・サンフン リー・ジンヘ、ハン・チョンイル ハン・カンイル、キム・イユン ユン・ヘヤン | ホアキン・ドス・サントス ローレン・モンゴメリー キヒョン・リュウ ユージン・リー スティーブ・インチャン・アン | ペン・ユウン ユ・ジェハ     |
| 4    | 合体の条件 (Some Assembly Required)                  | ティム・ヘドリック                                     | キム・サンフン、ハン・チョンイル ハン・カンイル、ジャン・ソクジン キム・イユン、アン・タイクン ジュン・ハイヤン、パク・ソヤン | ホアキン・ドス・サントス ローレン・モンゴメリー キヒョン・リュウ                                             | ペ・ユウン                  |
| 5    | 帰ってきたグラディエーター (Return of the Gladiator) | ジョシュア・ハミルトン                                 | ハン・スジャン、リー・デウ バエ・キヨン、ジン・ウヤン | ユージン・リー                                                                                               | ジョ・ソング                |
| 6    | ライオンの城陥落 (Fall of the Castle of Lions)       | ティム・ヘドリック                                     | リー・ジンヘ、キム・サンフン ウ・ドンジク、パク・ソヤン | スティーブ・インチャン・アン                                                                                 | ペ・ユウン                  |
| 7    | バルメラの水晶 (Tears of the Balmera)                | ジョシュア・ハミルトン                                 | ハン・チョンイル、ジャン・ソクジン アン・タイクン、ジャン・ヒヤン キム・イジョン | クリス・パルマー                                                                                             | ペ・ユウン                  |
| 8    | 救難信号 (Taking Flight)                             | ティム・ヘドリック                                     | ハン・スジャン、リー・デウ バエ・キヨン、ジン・ウヤン パク・ソヤン、ジャン・ソクジン | ユージン・リー                                                                                               | ペ・ユウン                  |
| 9    | バルメラへの帰還 (Return to the Balmera)             | メイ・チャン                                           | パク・ソヤン、キム・サンフン ジャン・ソクジン、ハン・チョンイル リー・ジンヘ、ウ・ドンジク | スティーブ・インチャン・アン                                                                                 | ペ・ユウン                  |
| 10   | 再生 (Rebirth)                                       | ジョシュア・ハミルトン                                 | ハン・カンイル、ハン・チョンイル ジャン・フン、ハン・ソクジャン パク・ソヤン | クリス・パルマー                                                                                             | ペ・ユウン                  |
| 11   | 悪しきクリスタル (Crystal Venom)                     | メイ・チャン                                           | ハン・カンイル、リー・デウ バエ・キヨン、ジン・ウヤン パク・ソヤン、ジン・ウィヤン | ユージン・リー                                                                                               | ペ・ユウン                  |
| 12   | 潜入大作戦 (Collection and Extraction)               | ティム・ヘドリック                                     | パク・ソヤン、キム・サンフン リー・ジンヘ、ウ・ドンジク | スティーブ・インチャン・アン                                                                                 | ペ・ユウン                  |
| 13   | 黒の騎士 (The Black Paladin)                         | ジョシュア・ハミルトン                                 | ジャン・ソクジン、ハン・カンイル アン・タイクン | クリス・パルマー                                                                                             | ペ・ユウン                  |

### シーズン2(2017年)
| 通算 | 話数 | タイトル （原題）                                          | 脚本                       | ストーリーボード                                                                                              | 演出                         | アニメーション ディレクター |
| ---- | ---- | ---------------------------------------------------------- | -------------------------- | --- | ---------------------------- | --------------------------- |
| 14   | 1    | 時限のループ (Across the Universe)                         | メイ・チャン               | ハン・カンイル、パク・ソヤン キム・サンフン、アン・タイクン                                                   | スティーブ・インチャン・アン | ペ・ユウン                  |
| 15   | 2    | 深海の闇 (The Depths)                                      | ジョシュア・ハミルトン     | ハン・カンイル、パク・ソヤン キム・サンフン、リー・シンヘ リー・デウ                                          | ユージン・リー               | ジョ・スング                |
| 16   | 3    | シローの脱出 (Shiro's Escape)                              | ティム・ヘドリック         | ハン・チョンイル、ジャン・ソクジン ユン・ヤンキ                                                               | クリス・パルマー             | ペ・ユウン                  |
| 17   | 4    | ザ・キューブ (Greening the Cube)                           | ラース・ケンゼス           | ハン・カンイル、リー・デウ アン・タイクン、ウー・ドンジク キム・ウィジャン                                    | ユージン・リー               | ジョ・スング                |
| 18   | 5    | 嵐の目 (Eye of the Storm)                                  | ジョシュア・ハミルトン     | キム・サンフン、ハン・カンイル パク・ソヤン、ハン・チョンイル ジャン・ソクジン                                | スティーブ・インチャン・アン | ペ・ユウン                  |
| 19   | 6    | タウジアの箱舟 (The Ark of Taujeer)                        | マーク・ビーミスダーファー | ジャン・ソクジン、ハン・チョンイル パク・ソヨン、アン・タイクン                                               | クリス・パルマー             | ペ・ユウン                  |
| 20   | 7    | 宇宙のショッピングモール (Space Mall)                      | ティム・ヘドリック         | ハン・カンイル、ハン・チョンイル キム・ウィジャン、アン・タイクン ウ・ドンジク、チャ・ドンソク キム・サンミン | ユージン・リー               | ジョ・スング                |
| 21   | 8    | マルモラの剣の秘密 (The Blade of Marmora)                  | マーク・ビーミスダーファー | パク・ソヤン、キム・サンフン サン・シン、キム・サンミン ヨハン・ソング                                        | スティーブ・インチャン・アン | ペ・ユウン                  |
| 22   | 9    | ウェブラムの腹 (The Belly of the Weblum)                   | ジョシュア・ハミルトン     | ジャン・ソクジン、ハン・チョンイル リー・ヨンサン、キム・サンミン ヨハン・ソング                              | クリス・パルマー             | ペ・ユウン                  |
| 23   | 10   | エスケープ・フロム・ベータ・トラズ (Escape from Beta Traz) | ミッチ・アイヴァーソン     | ハン・カンイル、ジャン・ソクジン ミョン・ガヨン、ウ・ドンジク キム・サンミン、ヨハン・ソング                  | ユージン・リー               | ジョ・スング                |
| 24   | 11   | 生き続ける (Stayin' Alive)                                 | メイ・チャン               | パク・ソヤン、キム・サンフン ハン・カンイル                                                                   | スティーブ・インチャン・アン | ペ・ユウン                  |
| 25   | 12   | 万全の策 (Best Laid Plans)                                 | ジョシュア・ハミルトン     | ハン・チョンイル、ハン・カンイル ジャン・ソクジン、アン・タイクン キム・サンミン、キム・ウンジュ              | クリス・パルマー             | ペ・ユウン                  |
| 26   | 13   | 黒の騎士 (Blackout)                                        | ティム・ヘドリック         | ジャン・ソクジン、キム・サンフン ハン・カンイル、ハン・チョンイル ミョン・ガヨン、パク・ソヤン キム・サンミン | ユージン・リー               | ジョ・スング ヤン・ドンジュ |

### シーズン3(2017年)
| 通算 | 話数 | タイトル （原題）                | 脚本                   | ストーリーボード                                                                                 | 演出                         | アニメーション ディレクター |
| ---- | ---- | -------------------------------- | ---------------------- | ------------------------------------------------------------------------------------------------ | ---------------------------- | --------------------------- |
| 27   | 1    | 前に進め (Changing of the Guard) | ティム・ヘドリック     | キム・サンフン、ハン・チョンイル パク・ソヤン、キム・ウンジュ キム・サンミン                     | スティーブ・インチャン・アン | ペ・ユウン                  |
| 28   | 2    | 赤の騎士 (Red Paladin)           | メイ・チャン           | ジャン・ソクジン、カン・ヘイチャル ハン・カンイル、ミョン・ガヨン キム・ウンジュ                 | クリス・パルマー             | ジョ・スング                |
| 29   | 3    | 追う者と追われる者 (The Hunted)  | ジョシュア・ハミルトン | ブレンダン・クローガー ショーン・オニール オーウェン・サリヴァン                                 | ユージン・リー               | ジョ・スング ヤン・ドンジュ |
| 30   | 4    | 宇宙の裂け目 (Hole in the Sky)   | ティム・ヘドリック     | ジャン・ソクジン、カン・ヘイチャル ハン・カンイル、アン・タイクン キム・ウンジュ、キム・サンミン | クリス・パルマー             | ペ・ユウン                  |
| 31   | 5    | 漂流 (The Journey)               | ジョシュア・ハミルトン | キム・サンフン、ハン・チョン パク・ソヤン、イ・キョンス キム・ウンジュ、キム・サンミン           | スティーブ・インチャン・アン | ペ・ユウン                  |
| 32   | 6    | 彗星を追って (Tailing a Comet)   | ミッチ・アイヴァーソン | ジャン・ソクジン、カン・ヘイチャル ハン・カンイル、ミョン・ガヨン キム・ウンジュ                 | クリス・パルマー             | ペ・ユウン                  |
| 33   | 7    | 伝説の始まり (The Legend Begins) | ティム・ヘドリック     | ブレンダン・クローガー ショーン・オニール オーウェン・サリヴァン                                 | ユージン・リー               | ジョ・スング ヤン・ドンジュ |

### シーズン4(2017年)
| 通算 | 話数 | タイトル （原題）                         | 脚本                   | ストーリーボード | 演出                         | アニメーション ディレクター |
| ---- | ---- | ----------------------------------------- | ---------------------- | --- | ---------------------------- | --------------------------- |
| 34   | 1    | 信じる道 (Code of Honor)                  | ジョシュア・ハミルトン | ブレンダン・クローガー ショーン・オニール オーウェン・サリヴァン                                                    | ユージン・リー               | ジョ・スング ヤン・ドンジュ |
| 35   | 2    | 再開 (Reunion)                            | ミッチ・アイヴァーソン | キム・サンフン、ハン・チョン パク・ソヤン、キム・ウンジュ キム・サンミン                                            | スティーブ・インチャン・アン | ペ・ユウン                  |
| 36   | 3    | 秘密基地 (Black Site)                     | ティム・ヘドリック     | パク・ソヤン、キム・サンフン アン・タイクン、ジャン・ソクジン ハン・カンイル、キム・ウンジュ キム・サンミン         | スティーブ・インチャン・アン | ジョ・スング ヤン・ドンジュ |
| 37   | 4    | ヴォルトロン・ショー! (The Voltron Show!) | ジョシュア・ハミルトン | ジャン・ソクジン、カン・ヘイチャル ハン・カンイル、キム・ウンジュ キム・サンミン、ソン・イルファン バン・サンヒョク | クリス・パルマー             | ペ・ユウン                  |
| 38   | 5    | 自由への戦い (Begin the Blitz)            | ロッコ・プチッロ       | ブレンダン・クローガー ショーン・オニール オーウェン・サリヴァン                                                    | ユージン・リー               | ジョ・スング                |
| 39   | 6    | 新たな守護者 (A New Defender)             | ティム・ヘドリック     | パク・ソヤン、キム・サンフン ジャン・ヘヨン、タン・タイクン キム・ウンジュ                                          | スティーブ・インチャン・アン | ペ・ヨウン                  |

### シーズン5(2018年)
| 通算 | 話数 | タイトル （原題）             | 脚本                       | ストーリーボード                                                                                   | 演出                         | アニメーション ディレクター |
| ---- | ---- | ----------------------------- | -------------------------- | -------------------------------------------------------------------------------------------------- | ---------------------------- | --------------------------- |
| 40   | 1    | 囚われの探し人 (The Prisoner) | ユージン・ソン             | ハン・カンイル、ジャン・ソクジン ミョン・ガヨン、カン・ヘイチャル バン・サンヒョク、キム・サンミン | クリス・パルマー             | ペ・ユウン                  |
| 41   | 2    | 戦う使命 (Blood Duel)         | ジョシュア・ハミルトン     | ブレンダン・クローガー ショーン・オニール オーウェン・サリヴァン                                   | ユージン・リー               | ジョ・スング                |
| 42   | 3    | 暴君亡き後 (Postmortem)       | トッド・ルディ             | キム・サンフン、ジャン・ソクジン アン・タイクン、ソン・イルファン キム・ウンジュ、バン・サンヒョク | スティーブ・インチャン・アン | ペ・ユウン                  |
| 43   | 4    | クラル・ゼラ (Kral Zera)      | ミッチ・アイヴァーソン     | パク・ソヨン、カン・ヘイチャル ハン・カンイル、ウ・ドンジク                                        | クリス・パルマー             | ペ・ユウン                  |
| 44   | 5    | 親子のきずな (Bloodlines)     | マーク・ビーミスダーファー | ショーン・オニール サン・シン オーウェン・サリヴァン                                               | ユージン・リー               | ジョ・スング                |
| 45   | 6    | 白いライオン (White Lion)     | ティム・ヘドリック         | キム・サンフン、ジャン・ソクジン アン・タイクン、ウ・ドンジク キム・ウンジュ、ソン・イルファン     | スティーブ・インチャン・アン | ペ・ヨウン                  |

### シーズン6(2018年)
| 通算 | 話数 | タイトル （原題）                          | 脚本                       | ストーリーボード | 演出                         | アニメーション ディレクター                |
| ---- | ---- | ------------------------------------------ | -------------------------- | --- | ---------------------------- | ------------------------------------------ |
| 46   | 1    | オメガ・シールド (Omega Shield)            | ミッチ・アイヴァーソン     | パク・ソヨン、カン・ヘイチャル ハン・カンイル、ウ・ドンジク キム・ウンジュ、ソン・イルファン                                  | クリス・パルマー             | ペ・ユウン                                 |
| 47   | 2    | 不安定な世界 (Razor's Edge)                | ジョシュア・ハミルトン     | ショーン・オニール サン・シン カルリ・スクィティエリ オーウェン・サリヴァン                                                   | ユージン・リー               | ジョ・スング ヤン・ドンジュ イ・サンジュン |
| 48   | 3    | モンスターズ&マナ (Monsters & Mana)        | ミッチ・アイヴァーソン     | キム・サンフン、アン・タイクン ウ・ドンジク、パク・ソヤン ジャン・ソクジン、キム・ウンジュ ソン・イルファン、カン・ヘイチャル | スティーブ・インチャン・アン | ペ・ユウン                                 |
| 49   | 4    | コロニー (The Colony)                      | マーク・ビーミスダーファー | カン・ヘイチャル、パク・ソヤン ハン・カンイル、キム・ウンジュ ソン・イルファン                                                | クリス・パルマー             | ペ・ユウン                                 |
| 50   | 5    | 黒の騎士たち (The Black Paladins)          | ホアキン・ドス・サントス   | サン・シン カルリ・スクィティエリ オーウェン・サリヴァン                                                                      | ユージン・リー               | ジョ・スング ヤン・ドンジュ イ・サンジュン |
| 51   | 6    | 夢から覚めて (All Good Things)             | ジョシュア・ハミルトン     | キム・サンフン、ジャン・ソクジン アン・タイクン、ウ・ドンジク キム・ウンジュ、ソン・イルファン                                | スティーブ・インチャン・アン | ペ・ヨウン                                 |
| 52   | 7    | 全宇宙の守護者 (Defender of All Universes) | ティム・ヘドリック         | カン・ヘイチャル、パク・ソヤン ハン・カンイル、キム・ウンジュ ソン・イルファン、キム・サンフン                                | 古賀理恵 クリス・パルマー    | ペ・ヨウン                                 |

### シーズン7(2018年)
| 通算 | 話数 | タイトル （原題）                              | 脚本                                | ストーリーボード                                                                                                | 演出             | アニメーション ディレクター                    |
| ---- | ---- | ---------------------------------------------- | ----------------------------------- | --- | ---------------- | ---------------------------------------------- |
| 53   | 1    | 小さな冒険 (A Little Adventure)                | メイ・チャン ミッチ・アイヴァーソン | ハン・チョンイル、パク・ソヨン ミョン・ガヨン、キム・ウンジュ                                                   | ユージン・リー   | ジョ・ソンギュ ヤン・ドンジュ                  |
| 54   | 2    | 帰路 (The Road Home)                           | ジョシュア・ハミルトン              | ジャン・ソクジン、アン・テイクン ウ・ドンジク、ソン・イルファン キム・サンミン スティーブ・インチャン・アン     | マイケル・チャン | ペ・ユウン                                     |
| 55   | 3    | タイムジャンプ (The Way Forward)               | マーク・ビーミスダーファー          | カン・ヘイチャル、ハン・カンイル キム・サンフン、ソン・イルファン クリス・パルマー                              | 古賀理恵         | ペ・ユウン                                     |
| 56   | 4    | クイズショー! (The Feud!)                      | ティム・ヘドリック                  | ハン・チョンイル、パク・ソヨン キム・ウンジュ、ソン・イルファン キム・サンミン                                  | ユージン・リー   | ジョ・ソンギュ ヤン・ドンジュ バン・サンヒョク |
| 57   | 5    | 廃墟 (The Ruins)                               | ミッチ・アイヴァーソン              | ジャン・ソクジン、アン・テイクン ウ・ドンジク、キム・サンミン                                                   | マイケル・チャン | ペ・ヨウン                                     |
| 58   | 6    | 内なる旅 (The Journey Within)                  | ティム・ヘドリック                  | ハン・チョンイル、パク・ソヤン ミョン・ガヨン、キム・ウンジュ ソン・イルファン                                  | ユージン・リー   | ジョ・ソンギュ ヤン・ドンジュ                  |
| 59   | 7    | 最後のとりで 前編 (The Last Stand, Part 1)     | ジョシュア・ハミルトン              | カン・ヘイチャル、ハン・カンイル キム・サンフン、ミョン・ガヨン ソン・イルファン、キム・ウンジュ                | 古賀理恵         | ペ・ユウン                                     |
| 60   | 8    | 最後のとりで 後編 (The Last Stand, Part 2)     | ミッチ・アイヴァーソン              | ジャン・ソクジン、アン・タイクン ウ・ドンジク、キム・サンミン ムン・サンウン                                    | マイケル・チャン | ペ・ユウン                                     |
| 61   | 9    | 敵を知る (Know Your Enemy)                     | ジョシュア・ハミルトン              | カン・ヘイチャル、キム・サンフン ミョン・ガヨン、ソン・イルファン パク・セロム                                  | 古賀理恵         | ペ・ユウン                                     |
| 62   | 10   | ライオンの心 (Heart of the Lion)               | ロッコ・プチッロ                    | ハン・チョンイル、パク・ソヤン キム・ウンジュ、ソン・イルファン                                                 | ユージン・リー   | カン・ヒーチェル イ・サンジュン                |
| 63   | 11   | 捨て身の戦い (Trial By Fire)                   | ジョシュア・ハミルトン              | ジャン・ソクジン、アン・タイクン ウ・ドンジク、キム・サンミン                                                   | マイケル・チャン | ペ・ユウン                                     |
| 64   | 12   | ライオンの誇り 前編 (The Lions' Pride, Part 1) | ミッチ・アイヴァーソン              | カン・ヘイチャル、キム・サンフン ハン・カンイル、ミョン・ガヨン ソン・イルファン、キム・ウンジュ キム・サンミン | 古賀理恵         | カン・ヒーチェル イ・サンジュン                |
| 65   | 13   | ライオンの誇り 後編 (The Lions' Pride, Part 2) | ジョシュア・ハミルトン              | ハン・チョンイル、パク・ソヨン キム・サンフン、キム・ウンジュ ソン・イルファン、キム・サンミン                  | ユージン・リー   | ジョ・ソンギュ ヤン・ドンジュ バン・サンヒョク |

### シーズン8(2018年)
| 通算 | 話数 | タイトル （原題）                             | 脚本                                            | ストーリーボード                                                                                                  | 演出             | アニメーション ディレクター                    |
| ---- | ---- | --------------------------------------------- | ----------------------------------------------- | --- | ---------------- | ---------------------------------------------- |
| 66   | 1    | 出発の日 (Launch Date)                        | ローレン・モンゴメリー ホアキン・ドス・サントス | ジャン・ソクジン、アン・テイクン ウ・ドンジク、キム・サンミン ソン・イルファン、キム・サンフン キム・ウンジュ     | マイケル・チャン | ペ・ユウン                                     |
| 67   | 2    | 影 (Shadows)                                  | ミッチ・アイヴァーソン                          | カン・ヘイチャル、キム・サンフン ミョン・ガヨン、キム・ウンジュ                                                   | 古賀理恵         | ペ・ユウン                                     |
| 68   | 3    | 捕らわれ人のジレンマ (The Prisoner's Dilemma) | エリック・ボー                                  | ハン・チョンイル、パク・ソヤン キム・ウンジュ、ソン・イルファン カン・ヘイチャル、キム・サンミン                  | ユージン・リー   | ジョ・スンギュ ヤン・ドンジュ バン・サンヒョク |
| 69   | 4    | 戦いの傷跡 (Battle Scars)                     | ジョシュア・ハミルトン                          | ハン・チョンイル、パク・ソヨン キム・ウンジュ、ソン・イルファン キム・サンミン                                    | マイケル・チャン | ペ・ユウン                                     |
| 70   | 5    | 恨み (The Grudge)                             | ロッコ・プチッロ                                | ハン・クァンイル、キム・サンフン ミョン・ガヨン、カン・ヘイチャル ソン・イルファン、キム・サンミン キム・ウンジュ | 古賀理恵         | ペ・ユウン                                     |
| 71   | 6    | 始まりの時 (Genesis)                          | ミッチ・アイヴァーソン                          | ハン・チョンイル、パク・ソヤン キム・ウンジュ、ソン・イルファン キム・サンミン                                    | ユージン・リー   | ジョ・ソンギュ ヤン・ドンジュ バン・サンヒョク |
| 72   | 7    | 47日目 (Day Forty-Seven)                      | ジョシュア・ハミルトン                          | ジャン・ソクジン、アン・タイクン ウ・ドンジク、キム・サンミン                                                     | マイケル・チャン | ペ・ユウン                                     |
| 73   | 8    | 晴天の日 (Clear Day)                          | エリック・ボー                                  | ハン・カンイル、キム・サンフン ミュン・ガヨン、カン・ヘイチャル ソン・イルファン、キム・ウンジュ キム・イルクァン | 古賀理恵         | ペ・ユウン                                     |
| 74   | 9    | 光の戦士たち 前編 (Knights of Light, Part 1)  | ミッチ・アイヴァーソン                          | ハン・チョンイル、パク・ソヤン キム・ウンジュ、ソン・イルファン キム・サンミン                                    | ユージン・リー   | ジョ・ソンギュ ヤン・ドンジュ バン・サンヒョク |
| 75   | 10   | 光の戦士たち 後編 (Knights of Light, Part 2)  | エリック・ボー                                  | ジャン・ソクジン、アン・タイクン キム・サンミン                                                                   | マイケル・チャン | ペ・ユウン                                     |
| 76   | 11   | 未知の領域 (Uncharted Regions)                | ジョシュア・ハミルトン                          | ハン・カンイル、キム・サンフン ミョン・ガヨン、カン・ヘイチャル キム・サンミン、ソン・イルファン                  | 古賀理恵         | ペ・ユウン                                     |
| 77   | 12   | 限界 (The Zenith)                             | ジョシュア・ハミルトン                          | ハン・チョンイル、パク・ソヤン ハン・カンイル、キム・ウンジュ ソン・イルファン                                    | ユージン・リー   | ジョ・ソンギュ ヤン・ドンジュ バン・サンヒョク |
| 78   | 13   | 導かれる未来 (The End is the Beginning)       | ホアキン・ドス・サントス ローレン・モンゴメリー | 古賀理恵、ジャン・ソクジン アン・タイクン、ハン・チョンイル ハン・カンイル、キム・サンフン キム・サンミン         | マイケル・チャン | ペ・ユウン                                     |